# Discovery One

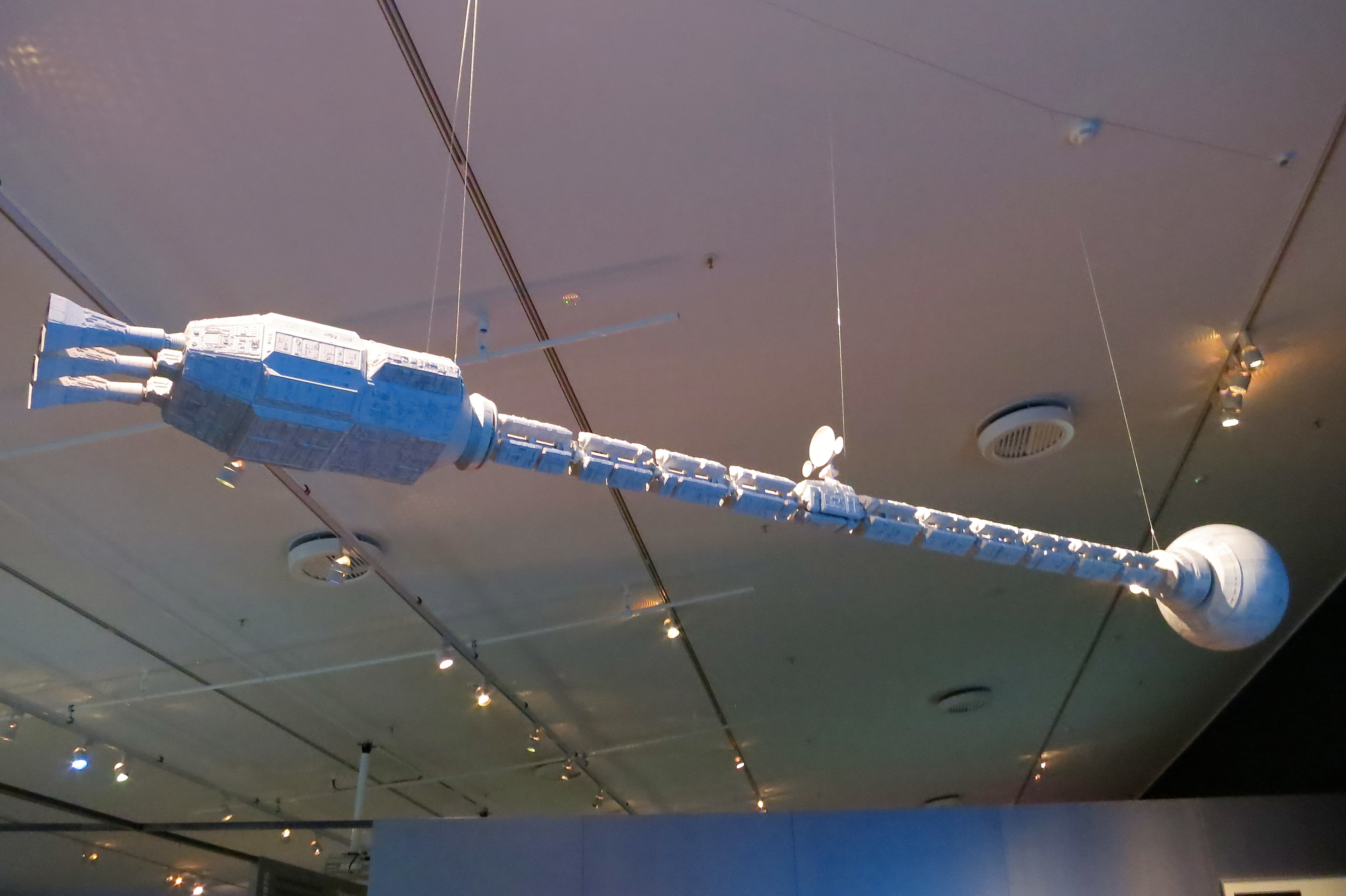
Modellbygge som föreställer Discovery One.

Discovery One är en fiktiv rymdfarkost, som förekommer i Rymdodysséerna av Arthur C. Clarke, och filmversionerna, för färd mellan Jorden och Jupiter. Ombord finns också farkostens dator HAL 9000.
Ombord finns konstgjord gravitation, som åstadkoms genom att rotera de delar där besättningen befinner sig. Bara två besättningsmän är vakna under färden, övriga är nedfrysta.

## 2001 – En rymdodyssé
I boken 2001 – En rymdodyssé, som alla de övriga bidragen i Rymdodysséerna bygger på, går resan istället till planeten Saturnus.

### Fotnoter
1. ↑  Quentin Cooper (18 november 2014). ”Space ambitions shrink in scale” (på engelska). BBC. http://www.bbc.com/future/story/20120910-space-ambitions-shrink-in-scale. Läst 5 december 2015.
2. 1 2 3  Charlie Roberson (17 november 2014). ”Ship of the Week: Discovery One” (på engelska). World of Spaceships. http://www.worldofspaceships.com/2014/11/ship-week-discovery-one/. Läst 5 december 2015.[död länk]